# Chica de Joudes
Chica de Joudes, född 27 september 2012, är en fransk varmblodig travhäst. Hon tränas av sin ägare Alain Laurent och körs oftast av Laurent själv.
Chica de Joudes började tävla 2014 och tog sin första seger i fjärde starten. Hon har till februari 2022 sprungit in 868 970 euro på 81 starter varav 16 segrar, 12 andraplatser och 4 tredjeplatser. Hon har tagit karriärens hittills största seger i Prix Helen Johansson (2019). 
Hon har även segrat i Prix du Languédoc (2019), Prix des Cévennes (2021) samt kommit på andraplats i Prix de Nevers (2018), Prix de Bretagne (2019), Prix du Crépuscule (2020), Prix de la Marne (2021) och kommit på tredjeplats i Prix Jean Dumouch (2019).
Vid 2021 års upplaga av Prix Chambon P diskades Dorgos de Guez som vinnare då han med sin tränare Jean-Michel Bazire i sulkyn klämde in Chica de Joudes så att hon galopperade och därmed blev måltvåan Violetto Jet ny vinnare av loppet.